# Matronyme
Un matronyme, du latin mater mère, désigne un nom de famille qui se transmet de la mère à l'enfant. Il n'est pas spécifique aux mères célibataires, un enfant issu d'un couple marié peut porter le nom de sa mère. 
Le nom matronymique peut également être, dans certaines cultures, le prénom de la mère d’une personne, rappelé avec le prénom propre de cette personne ; il change donc à chaque génération.

## En France
En France depuis le Moyen Âge, la femme avait un prénom mais était aussi désignée du nom de son époux, sous forme féminisée (la Renaude était la femme de Renaud, la Perrine celle de Perrin). Ce prénom féminin ou ce nom ainsi féminisé était parfois transmis tel quel aux enfants, par une veuve non remariée, en cas de bâtardise, ou bien parce que l'épouse jouait un rôle prédominant devant un mari effacé. 
C'est en Normandie, et particulièrement en Basse-Normandie, que l'on trouve le plus grand nombre de matronymes, cette coutume perdurant après la Révolution. En cas de naissance illégitime, le prénom de la mère (exemples fréquents : Adeline, Anne, Catherine, Collette, Jacqueline, Jeanne, Madeleine, Marguerite, Marie) était donné à l'enfant nouveau-né, en guise de nom de famille. Cette spécificité normande s'expliquerait par une influence scandinave.
En Provence aux XIIIe, XIVe et XVe siècles, les épouses ou les filles chargées de famille portent le surnom du mari ou du père, féminisé par le suffixe -essa, surnom que Pierre Vouland désigne par le néologisme « gynéconyme ».